# Inseminacija
Inseminacija je unošenje sjemena u maternicu (eng. Intrauterine Insemination - IUI) ili jajovod (eng. Intratubal Insemination - ITI). Koristi se pri liječenju neplodnosti u slučaju malo smanjene plodnosti muškarca zbog smanjenog ukupnog broja spermija ili nešto manjeg broja pokretnih spermija (v. spermiogram), nepovoljne kvalitete sluzi grlića maternice, prisustva anti-spermatozoidnih antitijela ili u slučaju nepoznatog uzroka neplodnosti.

## Povijesna bilješka
Inseminacija se na ljudima provodi već skoro dva stoljeća. Prvu inseminaciju dokumentiranu u medicinskoj literaturi obavio je 1838. godine francuski liječnik Girault, kao prvi od 12 opisanih slučajeva. Godine 1866. američki ginekolog James Marion Sims objavio je knjigu o neplodnosti koja je imala i poglavlje o inseminaciji.

## Inseminacija u medicinski potpomognutoj oplodnji
Inseminacija je najjednostavnija i najjeftinija, ali i najmanje uspješna metoda medicinski potpomognute oplodnje. Uvjet za primjenu inseminacije je prohodnost jajovoda. Može se provoditi u prirodnom ciklusu bez hormonalne stimulacije ili uz blagu hormonalnu stimulaciju žene. Iako se u postupku može koristiti čisto sjeme nakon likvifikacije, češće se koristi prethodno kondicioniranje sjemena centrifugiranjem i ispiranjem, kako bi se zadržali samo najbolji spermiji u uzorku.
Ako se inseminacija obavlja sjemenom supruga ili partnera u izvanbračnoj zajednici govori se o homolognoj inseminaciji, AIH (engl. Artificial Insemination by Husband). Heterologna inseminacija provodi se doniranim sjemenom, AID (engl. Artificial Insemination by Donor).
Broj inseminacija koje se provode prije primjene kompliciranijih oblika liječenja je ograničen jer je dokazano da se šansa za trudnoću znatno smanjuje nakon određenog broja ciklusa liječenja. Primjerice, u studiji na 428 žena čija je ovulacija inducirana klomifen citratom, 84,5 % dobivenih trudnoća postignuto je u prve 3 inseminacije. Stoga se ne preporučuje provesti više od 6 inseminacija, a u nekim slučajevima čak i manje (primjerice, kad je žena starija). 

## Statistički pokazatelji
U Europi je 2005 po statistikama ESHRE-a zabilježeno 120.613 homolognih inseminacija kod žena mlađih od 40 godina, s uspjehom od 12,6 % po inseminaciji, i 18.515 inseminacija spermom donora. Od toga je u Hrvatskoj bilo 1.054 homolognih i 80 heterolognih (donorskih) inseminacija.